# Welsumer

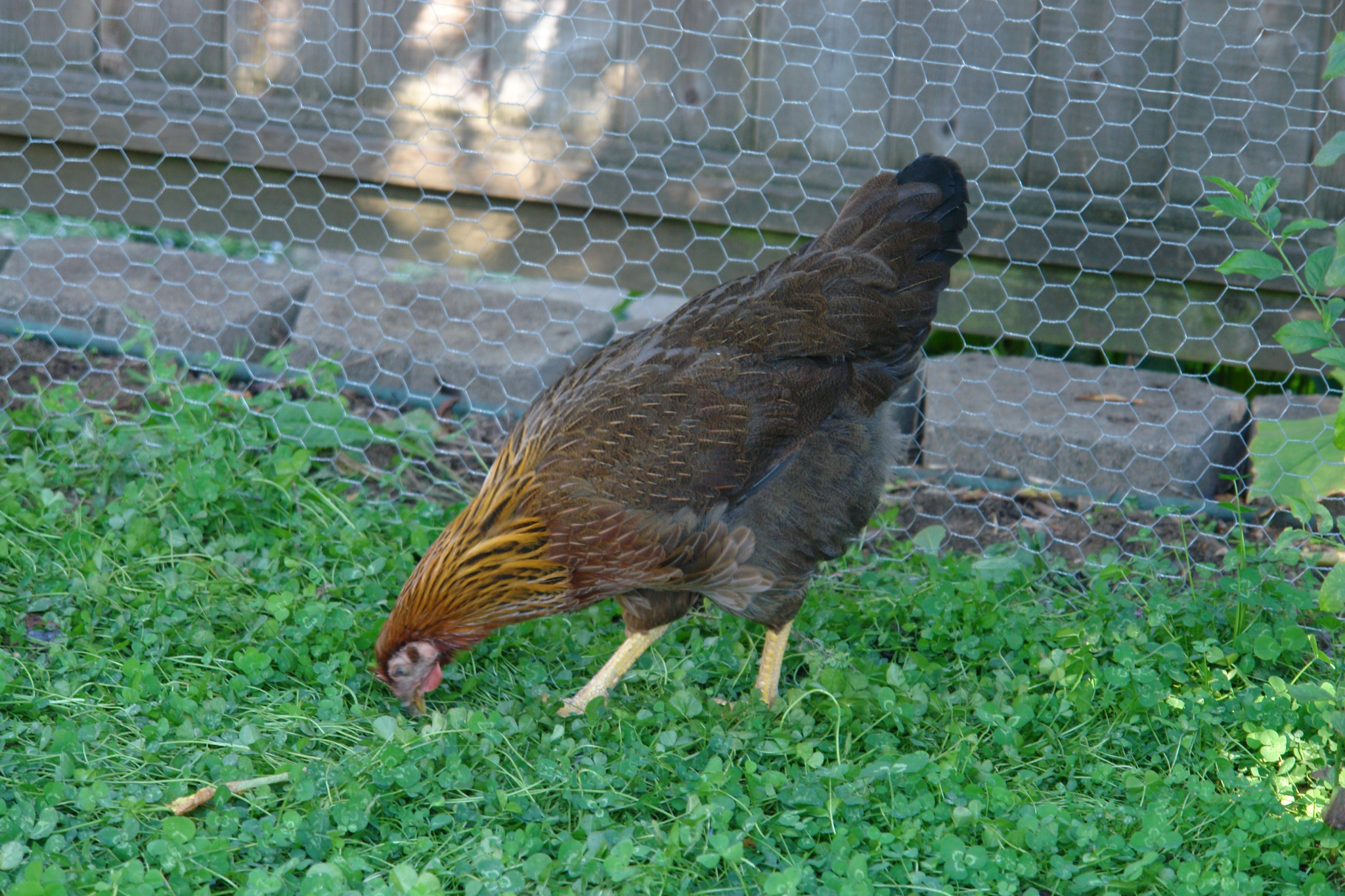
Welsumerkip

De Welsumer is een uit Welsum (Nederland) afkomstig kippenras.
De Welsumer is gefokt vanuit de patrijs cochin, de patrijs wyandotte en de patrijs leghorn, de barnevelder en de Rhode Island Red. Dit is gebeurd omstreeks 1916. In Engeland werd het ras voor het eerst ingevoerd in 1928 vanwege de grote, donkerbruine eieren.
De Welsumer is een middelgrote kip en heeft op de kop een enkele kam. In Nederland komt de welsumer alleen voor in de kleurslag roodpatrijs.